# منت (شاهدخت)
مِنِت (انگلیسی: Menet) شاهدختی در مصر باستان بود که در دوران دودمان دوازدهم مصر زندگی می‌کرد و احتمالاً در زمان پادشاهی سنوسرت سوم و آمنمحات سوم می‌زیسته است. مِنِت دارای عنوان‌های «دختر پادشاه» و «آن‌که با تاج سفید یکی شده است» (خنمت‌نفرحدجت) بود. او تنها از طریق تابوت و آرامگاهش شناخته شده که در یکی از حجره‌های تدفینی، در کنار سایر اعضای خانواده سلطنتی، در نزدیکی هرم سنوسرت سوم در دهشور به خاک سپرده شده است. با توجه به موقعیت آرامگاه او، به‌نظر می‌رسد که مِنِت دختر سنوسرت سوم بوده باشد.